# Спиртзаводской
Спиртзаводской — поселок в Спасском районе Рязанской области. Входит в Заречинское сельское поселение.

## География
Находится в центральной части Рязанской области на расстоянии приблизительно 12 км на юг-юго-запад по прямой от районного центра города Спасск-Рязанский на правобережье реки Проня.

## История
В 1750 году здесь был построен стекольный завод иностранного подданного Белау. В конце XIX века оборудование завода было перевезено в деревню Карловка (имение новых хозяев завода Смольяниновых). С 1885 года в опустевшем здании стекольного завода стал работать винокуренный завод (позднее Старо-Стеклянный спиртзавод). В 1897 году здесь в качестве населенного места был отмечен винокуренный завод князя Горчакова.

## Население
Численность населения: 38 человек (1897), 283 в 2002 году (русские 88 %), 270 в 2010.